# U.S. Route 82
U.S. Route 82 (ou U.S. Highway 82) é uma autoestrada dos Estados Unidos.
Faz a ligação do Oeste para o Este. A U.S. Route 82 foi construída em 1932 e tem 1 609 milhas (2 589 km).

## Principais ligações
Autoestrada 27 em Lubbock

 Autoestrada 35 em Gainesville

 Autoestrada 20 em Tuscaloosa

 Autoestrada 65 em Montgomery